# Mireia Gutiérrez
Mireia Gutiérrez Cabanes (Andorra La Vella, 9 ottobre 1988) è un'ex sciatrice alpina andorrana.

## Biografia

### Stagioni 2004-2014
Attiva in gare FIS dal dicembre del 2003, la Gutiérrez ha esordito in Coppa Europa il 5 marzo 2004 a La Molina in slalom gigante e in Coppa del Mondo il 14 dicembre 2008 nella medesima località in slalom speciale, in entrambi i casi senza completare la prova; ha debuttato ai Campionati mondiali a Val-d'Isère 2009, dove si è classificata 29ª nel supergigante, 19ª nella supercombinata e non ha completato lo slalom speciale, e ai Giochi olimpici invernali a Vancouver 2010, dove è stata 28ª nella discesa libera, 24ª nella supercombinata e non ha completato il supergigante, lo slalom gigante e lo slalom speciale.
Ai Mondiali di Garmisch-Partenkirchen 2011 e di Schladming 2013 non ha completato nessuna delle gare cui ha preso parte (supergigante, slalom gigante, slalom speciale e supercombinata a Garmisch-Partenkirchen; slalom speciale e supercombinata a Schladming). Ai XXII Giochi olimpici invernali di Soči 2014, dopo esser stata portabandiera di Andorra durante la cerimonia di apertura, è stata 18ª nella supercombinata e non ha completato lo slalom gigante e lo slalom speciale.

### Stagioni 2015-2021
Il 4 gennaio 2015 ha conquistato a Zagabria Sljeme in slalom speciale il miglior piazzamento in Coppa del Mondo (20ª) e il 19 febbraio seguente ha colto a Bad Wiessee nella medesima specialità il primo podio in Coppa Europa (3ª); ai Mondiali di Vail/Beaver Creek 2015 e di Sankt Moritz 2017 ha gareggiato solo nello slalom speciale, piazzandosi rispettivamente al 25º e al 34º posto. Il 16 dicembre 2017 ha colto a Plan de Corones in slalom parallelo il secondo e ultimo podio in Coppa Europa (2ª); ai successivi XXIII Giochi olimpici invernali di Pyeongchang 2018, sua ultima presenza olimpica, è stata 30ª nello slalom speciale.
L'anno dopo ai Mondiali di Åre 2019 si è piazzata 23ª nella medesima specialità, mentre a quelli di Cortina d'Ampezzo 2021, sua ultima presenza iridata, sempre in slalom speciale non ha completato la prova. Si è ritirata dalle competizioni al termine di quella stessa stagione 2020-2021; la sua ultima gara in Coppa del Mondo è stata lo slalom speciale di Flachau del 12 gennaio e l'ultima gara in carriera è stata lo slalom speciale dei Campionati andorrani 2021, disputato il 31 marzo a Ordino-Arcalís (in entrambi i casi la Gutiérrez non ha completato la prova).

## Palmarès

### Coppa del Mondo
- Miglior piazzamento in classifica generale: 103ª nel 2015

### Coppa Europa
- Miglior piazzamento in classifica generale: 35ª nel 2015
- 2 podi:
  - 1 secondo posto
  - 1 terzo posto

### South American Cup
- Miglior piazzamento in classifica generale: 8ª nel 2017
- Vincitrice della classifica di slalom speciale nel 2019
- 6 podi:
  - 2 vittorie
  - 2 secondi posti
  - 2 terzi posti

#### South American Cup - vittorie
| Data              | Località             | Paese     | Specialità |
| ----------------- | -------------------- | --------- | ---------- |
| 17 settembre 2018 | Ushuaia Cerro Castor | Argentina | SL         |
| 18 settembre 2018 | Ushuaia Cerro Castor | Argentina | SL         |

Legenda:

SL = slalom speciale

### Campionati andorrani
- 16 medaglie:
  - 15 ori (slalom gigante, slalom speciale nel 2004; slalom speciale nel 2006; slalom gigante nel 2007; slalom gigante, slalom speciale nel 2009; slalom gigante, slalom speciale nel 2010; slalom gigante nel 2012; slalom gigante, slalom speciale nel 2013; slalom gigante, slalom speciale nel 2014; slalom speciale nel 2016; slalom speciale nel 2017)
  - 1 bronzo (slalom gigante nel 2006)